# Мент (царь тафийцев)
Мент (греч. Μέντης, Méntēs) ― царь мифического народа тафийцев и сын героя Анхиала. Упоминается в Одиссее. 
В книге I богиня Афина маскируется под Мента, старого друга семьи Одиссея, когда она идет навестить его сына, Телемаха. Афина, в образе Мента сообщает Телемаху, что он отплывёт в город Темеза со своей командой на поиски меди. «Мент» (на самом деле ― Афина) советует Телемаху созвать совет, чтобы попытаться увести женихов. Затем он должен увидеть царя Пилоса Нестора и царя Спарты Менелая, чтобы узнать о местонахождении его отца. По его возвращении он должен убить женихов, либо скрытно, либо открыто.
Хотя Мент почти и не появлялся в греческих мифах ранней древности, его имя стало символом опекуна и наставника. Позднее же его имя приобрело уничижительное значение и стало обозначать зловещего посланника.
Мента не следует путать с Ментором, также старым другом Одиссея, на попечении которого Телемах находился во время Троянской войны. Путаница может возникнуть и из-за того, что Афина принимает как облик Мента, так и облик Ментора (в книге II Одиссеи). Наконец, Мент ― царь тафийцев не тот же персонаж, что и Мент ― царь киконов в Илиаде.